# هايوكي كيكوتشي
هايوكي كيكوتشي (باليابانية: 菊地秀行؛ بالكانا: きくち ひでゆき) هو كاتب وكاتب سيناريو ياباني، ولد في 25 سبتمبر 1949 في تشوشي في اليابان.

## وصلات خارجية
- هايوكي كيكوتشي على موقع IMDb (الإنجليزية)
- هايوكي كيكوتشي على موقع ميوزك برينز (الإنجليزية)
- هايوكي كيكوتشي على موقع ديسكوغز (الإنجليزية)
- هايوكي كيكوتشي على موقع قاعدة بيانات الفيلم (الإنجليزية)